# Batalion im. Mátyása Rákosiego
Batalion im. Mátyása Rákosiego – jeden z batalionów ochotników okresu hiszpańskiej wojny domowej 1936–1939. Istniał od 25 kwietnia 1937 do 24 września 1938.
Wchodził w skład XIII Brygady Międzynarodowej im. Jarosława Dąbrowskiego, a jego szeregi zasilali głównie Węgrzy sympatyzujący z ruchem lewicowym,  walczący po stronie republikańskiej przeciwko oddziałom gen. Francisco Franco, wspieranym przez faszystowskie rządy III Rzeszy i Włoch.
Patronem batalionu był Mátyás Rákosi (1892–1971).

## Dowódcy
- Ákos Hevesi (25 kwietnia – 12 czerwca 1937) – poległ
- Mihály Szálvai "Czapajew" (28 sierpnia 1937 – 24 września 1938)

## Komisarze polityczni
- György Weiszbrum (25 kwietnia – 14 maja 1937)
- Imre Tarr (14 maja – 12 czerwca 1937) – poległ
- György Weiszbrum (12 czerwca 1937 – 2 kwietnia 1938) – poległ
- Jaime Villadrosa (Hiszpan) (2 kwietnia – 24 września 1938)